# Grenze zwischen dem Tschad und der Zentralafrikanischen Republik

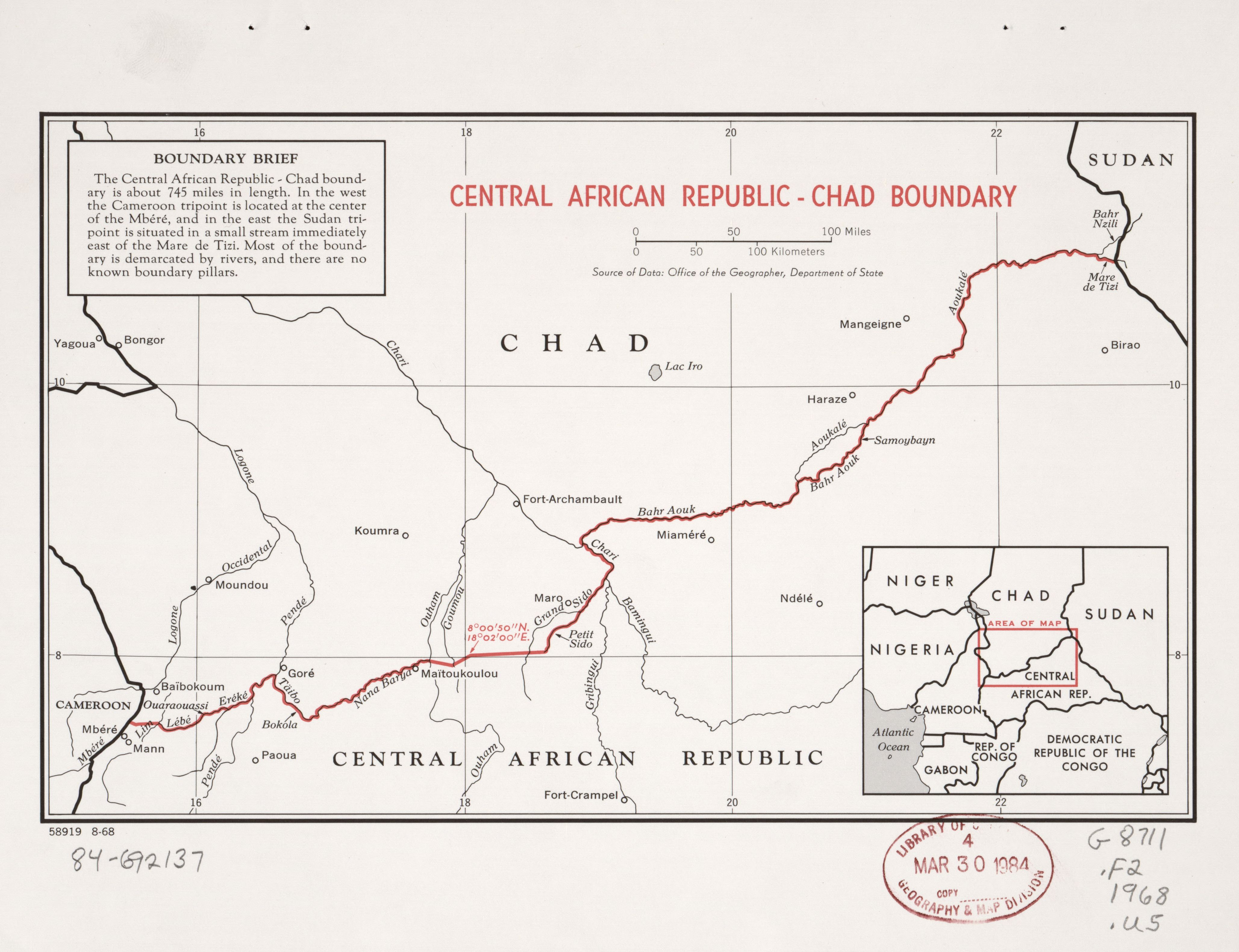
Karte des Grenzverlaufs

Die Grenze zwischen dem Tschad und der Zentralafrikanischen Republik trennt als internationale Landgrenze diese beiden Staaten. Sie ist 1197 km lang (abweichende Angabe mit 1556 km) und verläuft vom Dreiländereck mit Kamerun zum Dreiländereck mit dem Sudan.

## Geschichte
Nach der Berliner Kongokonferenz 1884 erlangte Frankreich ab 1900 die Kontrolle über die Verbindung vom Tschad zum damaligen französischen Mittelkongo (Moyen-Congo). 1911 trat Frankreich Gebiete östlich der deutschen Kolonie Kamerun im Marokko-Kongo-Abkommen gegen deutsche Zugeständnisse in Marokko an das Deutsche Reich ab, das sie als Neukamerun in die Kamerun-Kolonie integrierte. 1903 wurde das Gebiet unter französischer Herrschaft als Ubangi-Schari (Oubangui-Chari) organisiert und 1906 mit der Tschad-Kolonie vereinigt (Oubangui-Chari-Chad). 1910 wurde es Teil von Französisch-Äquatorialafrika (AEF). Nach dem Ersten Weltkrieg kam Neukamerun an Frankreich zurück (insbesondere Artikel 125 Versailler Vertrag).
Vor dem Zweiten Weltkrieg verlief die Grenze zwischen den beiden Staaten abweichend vom heutigen Verlauf. Große Teile des südwestlichen Tschad einschließlich der Städte Moundou und Sarh (früher Fort Archambault) gehörten damals zu Ubangi-Schari, Teile der Präfektur Vakaga im Osten zum Tschad. Die gegenwärtige Grenze dürfte in den 1940er Jahren fixiert worden sein.
Mit der Unabhängigkeit von Ubangi-Schari änderte sich der Landesname in Zentralafrikanische Republik (von 1976 bis 1979 unter dem selbsternannten Kaiser Bokassa I. Zentralafrikanisches Kaiserreich).

## Grenzverlauf
Die Grenze nimmt ihren westlichen Ausgang am Dreiländereck mit Kamerun (7°31'48"N, 15°30'36"E) am Mbéré-Fluss rund 15 km nordwestlich der zentralafrikanischen Ortschaft Ngaoundaye. Sie führt dann mit zwei kurzen geraden Strecken zum Lébé-Fluss. Weiter nach Osten folgt sie folgenden Flüssen: Ouaraouassi, Eréké, Pendé, Taibo, Bokola und Nana Barya bis zur Mündung des letztgenannten in den Ouham. Weiter führt sie mit drei geraden Strecken über Land, dabei den 8. Nördlichen Breitengrad nach Norden überschreitend, zum Fluss Petit Sido und folgt diesem und dem Grand Sido bis zum Schari, dem sie flussabwärts bis zur Einmündung des Bahr Aouk (im Oberlauf Aoukalé) folgt. In diesem verläuft sie flussaufwärts in generell nordöstlicher Richtung zum Mare de Tizi. Etwa einen Kilometer westlich von diesem liegt das Dreiländereck mit dem Sudan (10°55'48"N, 22°52'48"E).

## Orte nahe der Grenze

### Tschad
- Baïbokoum
- Odoumian
- Goré
- Maya
- Sido
- Maro
- Sarh
- Plaines d’inondation des Bahr Aouk et Salamat
- Harazé
- Tissi

### Zentralafrikanische Republik
- Ngaoundaye
- Betoko
- Bémal
- Markounda
- Moyenne Sido
- Nationalpark Bamingui-Bangoran
- Nationalpark Manovo-Gounda Saint Floris
- Birao